# 薬王寺 (徳島県美波町)

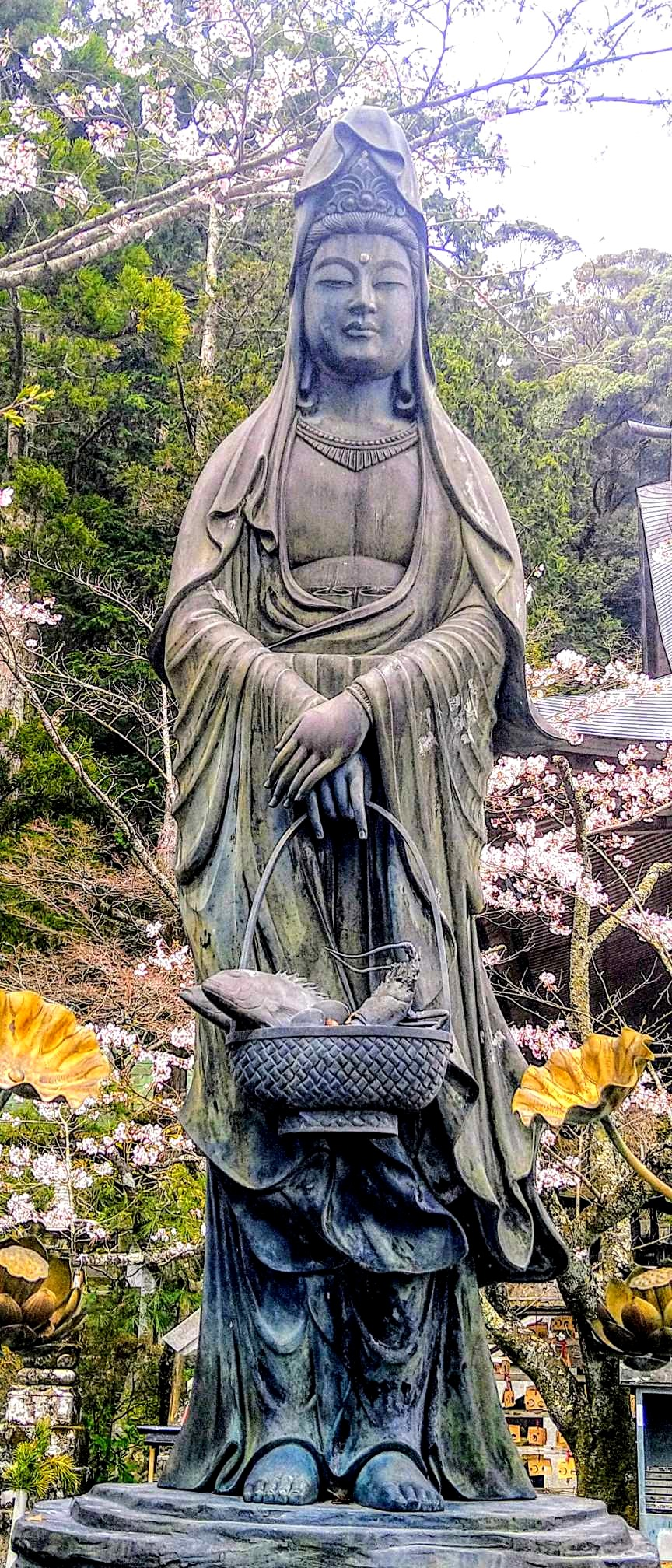
薬王寺 魚籃観音立像

薬王寺（やくおうじ）は、徳島県海部郡美波町にある高野山真言宗の寺院。医王山（いおうざん）、無量寿院（むりょうじゅいん）と号す。本尊は薬師如来。四国八十八箇所の第二十三番札所で、厄除けの寺として知られる。
- 本尊真言 - おん ころころ せんだり まとうぎ そわか
- ご詠歌 - 皆人の病みぬる年の薬王寺　瑠璃（るり）の薬をあたえましませ
- 納経印 - 当寺本尊、奥之院玉厨子山泰仙寺

## 歴史
寺伝によれば、神亀3年（726年）に聖武天皇の勅願により行基が創建と伝わる。弘仁6年（815年）には平城上皇の勅命によって空海（弘法大師）が厄除けのため薬師如来像を刻み、伽藍を建立。
文治4年（1188年）火災により堂塔を焼失した。伝承によると、この時に本尊は奥之院の玉厨子山に自ら飛んで焼失を逃れた。その後、後醍醐天皇により堂塔が再建された。本尊が新たに彫られたが、元の本尊もこの時に飛んで帰り後ろ向きに厨子に入り自ら厨子を閉じたと伝わり、「後向き薬師」と称される。元の本尊は以後秘仏となった。このため本尊が二体ある。
天皇、淳和天皇などからの信仰は厚く、歴代天皇が厄除け祈願のため勅使を下向させている。嘉禄2年(1226年)には土御門上皇が訪れた。徳島藩主の蜂須賀家から寺領を賜っている。
現在の本堂は明治41年（1908年）に再建されたものである。
境内からの眺望は、四国八十八景（19番）「一望する日和佐の町並み」として選定され、また、阿南室戸歴史文化道への指定、とくしま88景への選定を受けている。

## 境内
- 山門（仁王門）- 天保6年（1835年）建立[4]。
- 厄坂 - 女坂33段
- 絵馬堂
- 鐘楼
- 本坊
  - 納経所
  - 方丈
- 厄坂 - 男坂42段、
- 本堂 - 拝殿と奥殿で奥殿は二重塔になっている。申し込めば堂内で参拝できる。
- 大師堂
- 肺大師（祠） - 本堂裏にあり、ラジウムを含み瑠璃の水と呼ばれ肺病などに効能があると伝わる[4]。祠には大師石像が祀られ台座正面下部から常に霊水が流れ出している。

- 鎮守堂 - 白山権現を祀る。
- 地蔵堂
- 十王堂

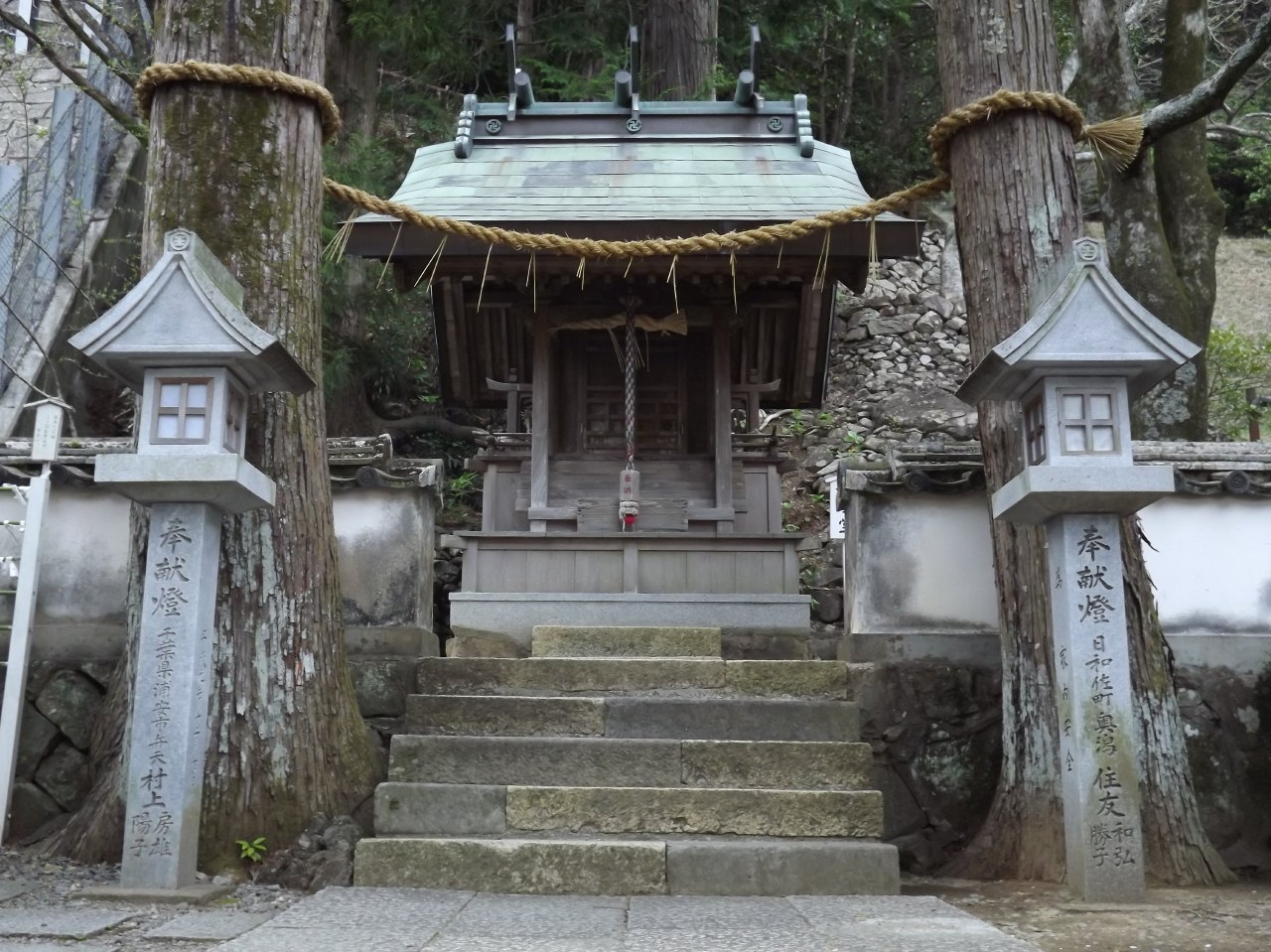
白山権現の鎮守社

- 厄除消除の鐘 - 大随求真言「オン バラバラ・サンバラ サンバラ・インジリヤ・ビシュダニ ウンウン・ロロシャレイ ソワカ」を唱えながら歳の数だけ鐘を鳴らす。
- 魚籃観音立像 - 真言は「オン アロリキャ ソワカ」
- 霊牌堂
- 厄坂 - 還暦厄坂60段
- 瑜祇塔 - 1963年（昭和38年）の建立[4]。宝形屋根をもつ宝塔形の塔。階下は戒壇めぐりで薬師三尊が祀られ、1階は五智如来を祀っていて展示室にもなっており美しい魚籃観音がいる。2階は展望台で見学は有料。
- 句碑 - 松村ひさき「露けしと誰かが先にあるきだす」が大師堂の右前にある。
- 文学碑 - 吉川英治文学碑が本堂に向かって左前にある。

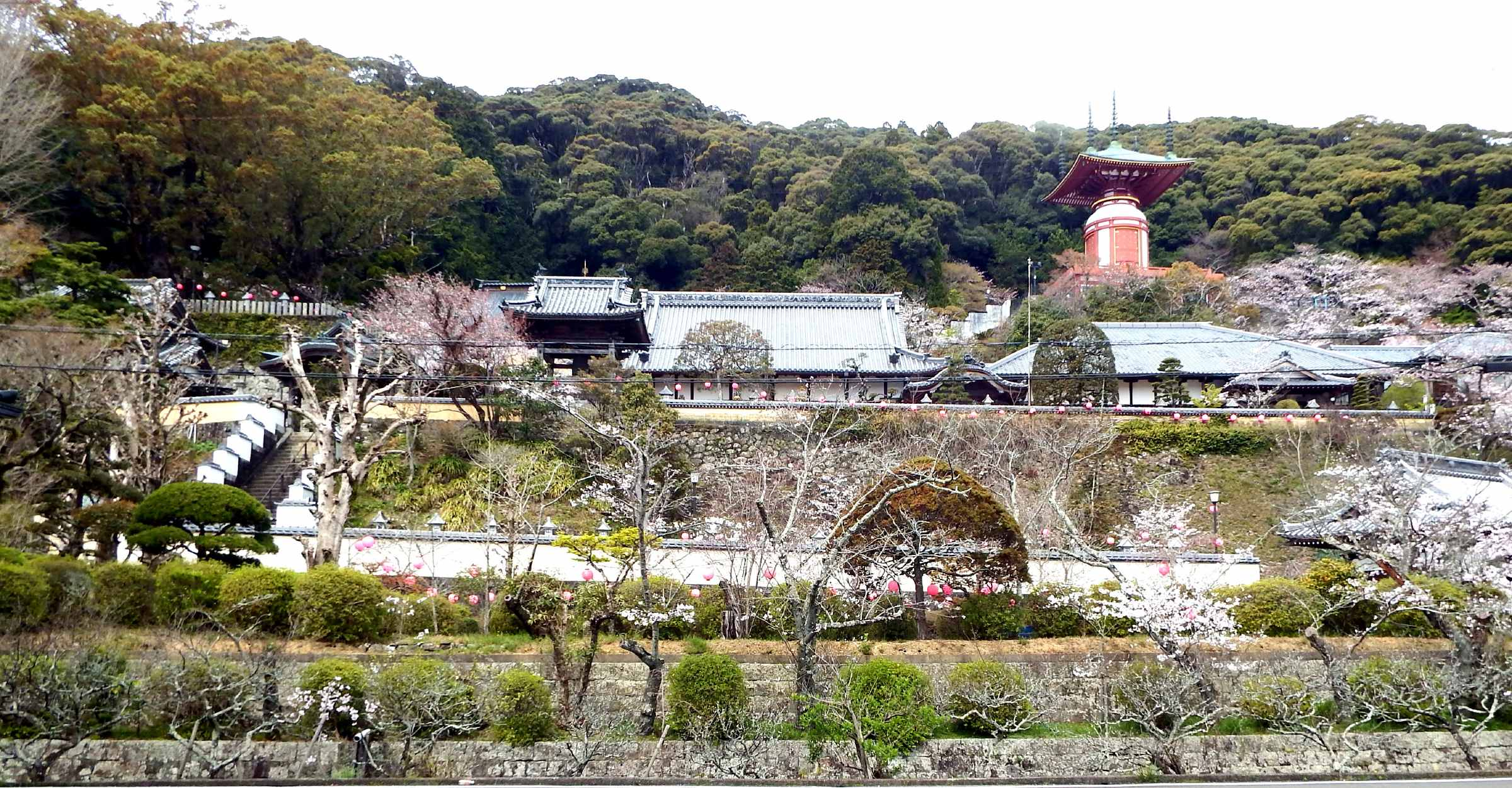
全景
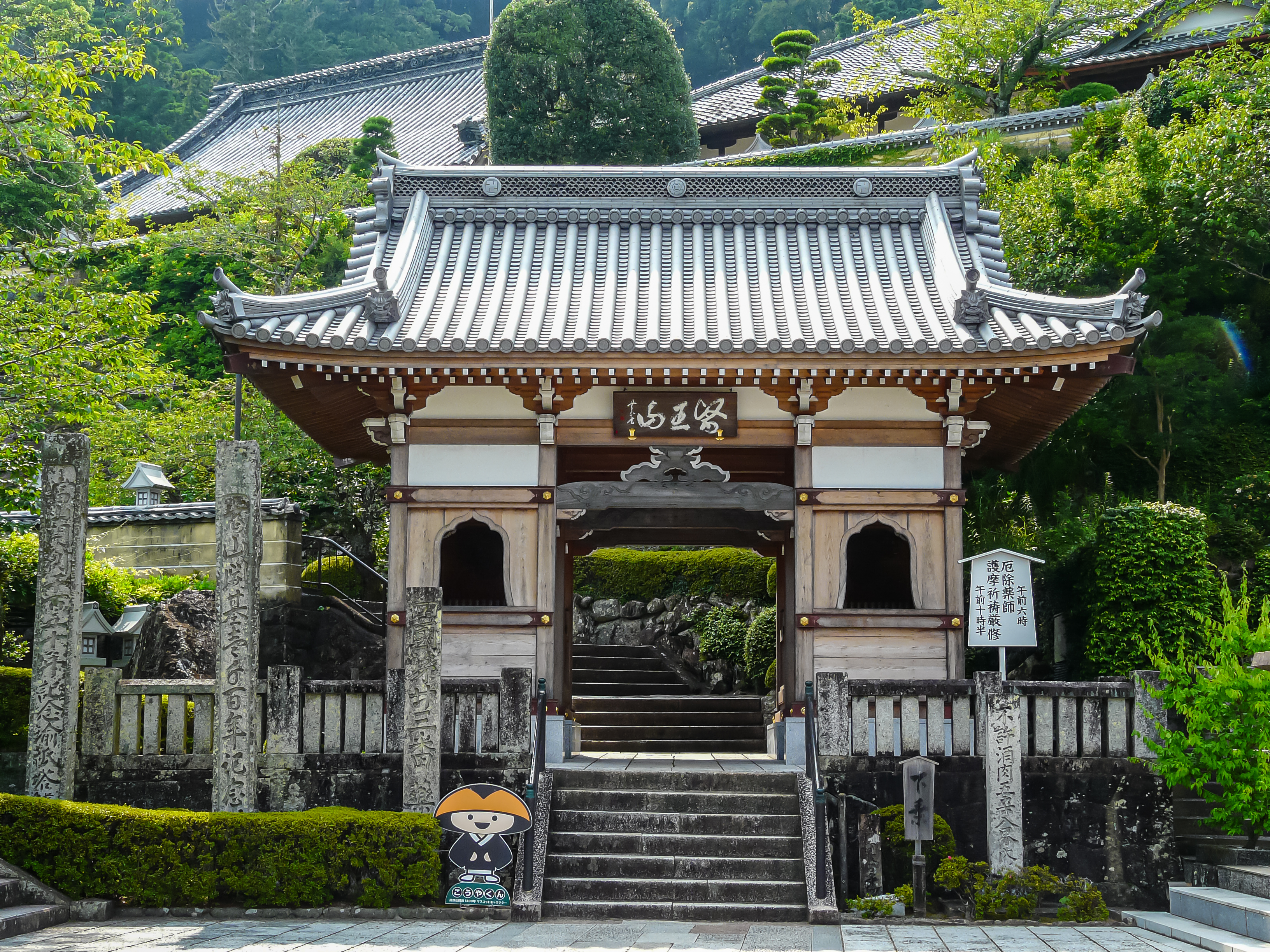
仁王門
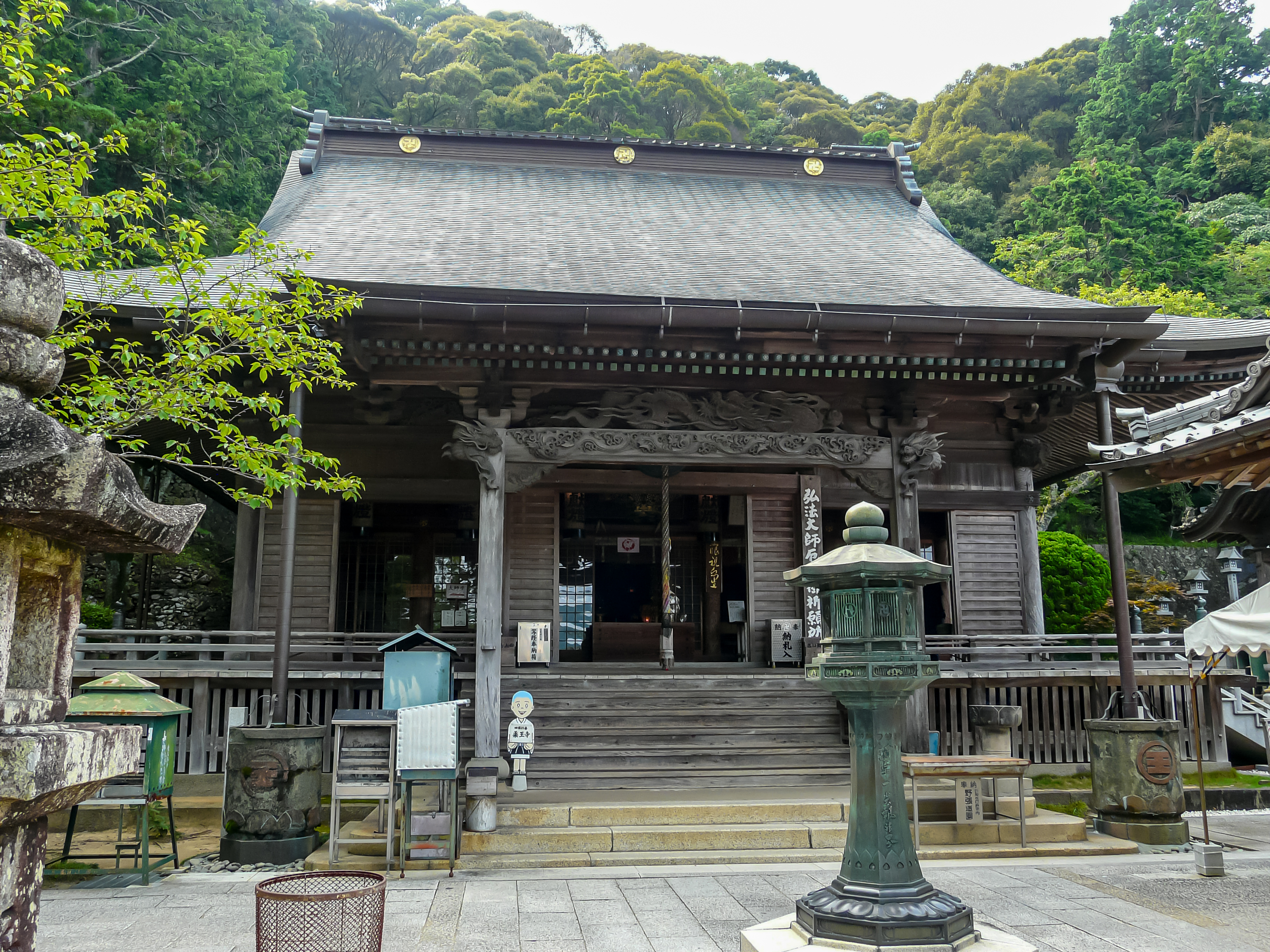
本堂
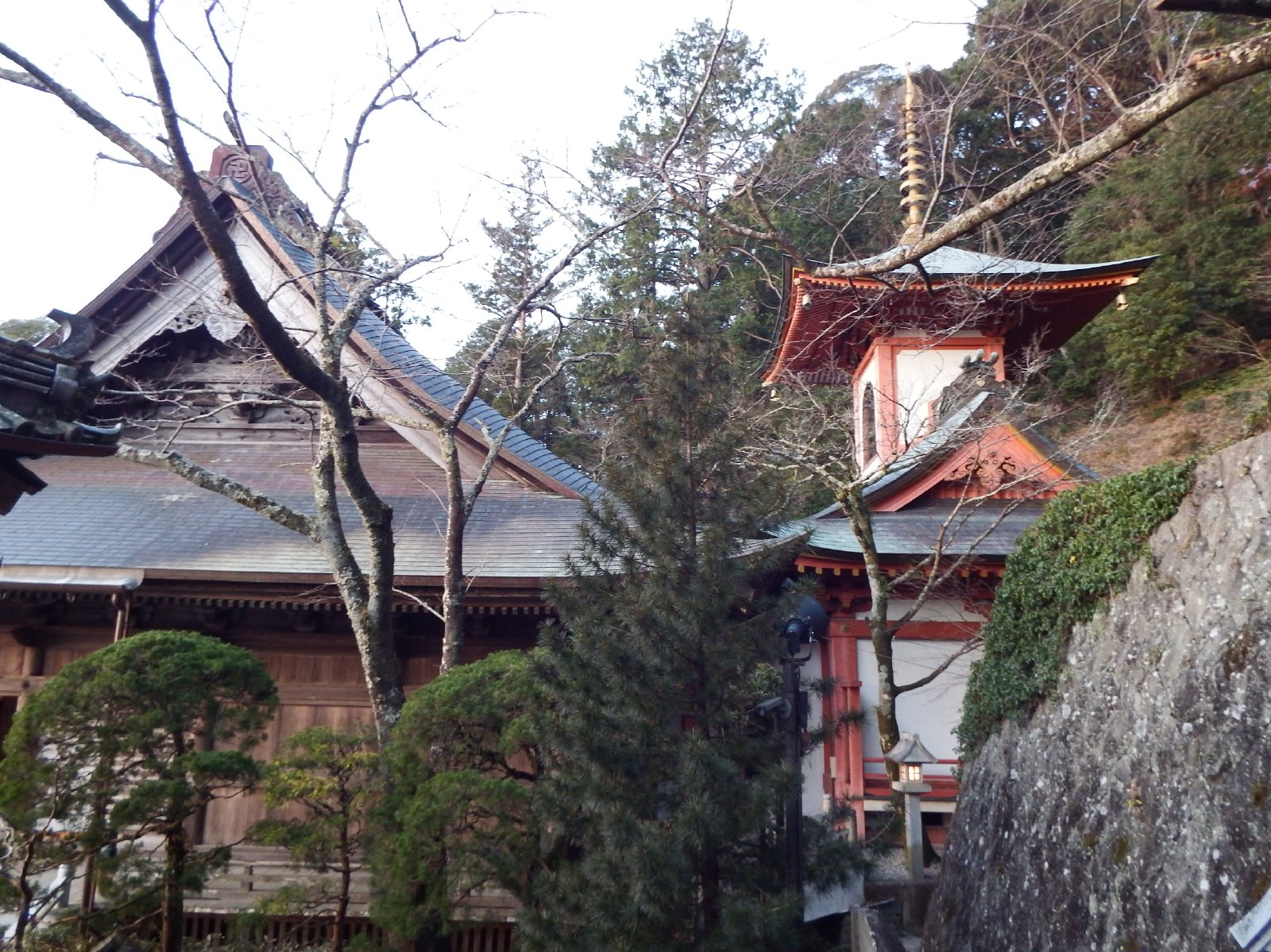
本堂と奥殿
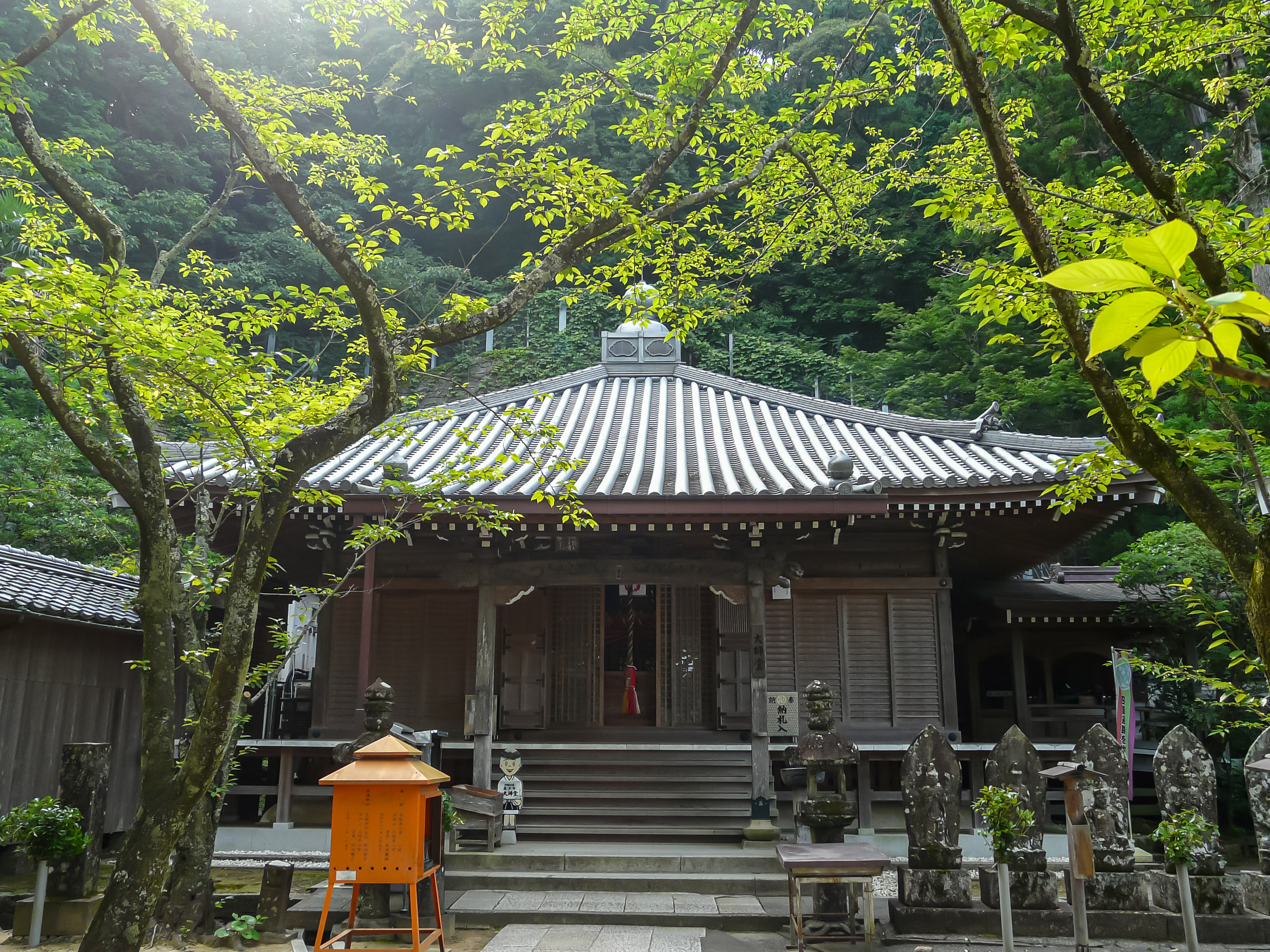
大師堂
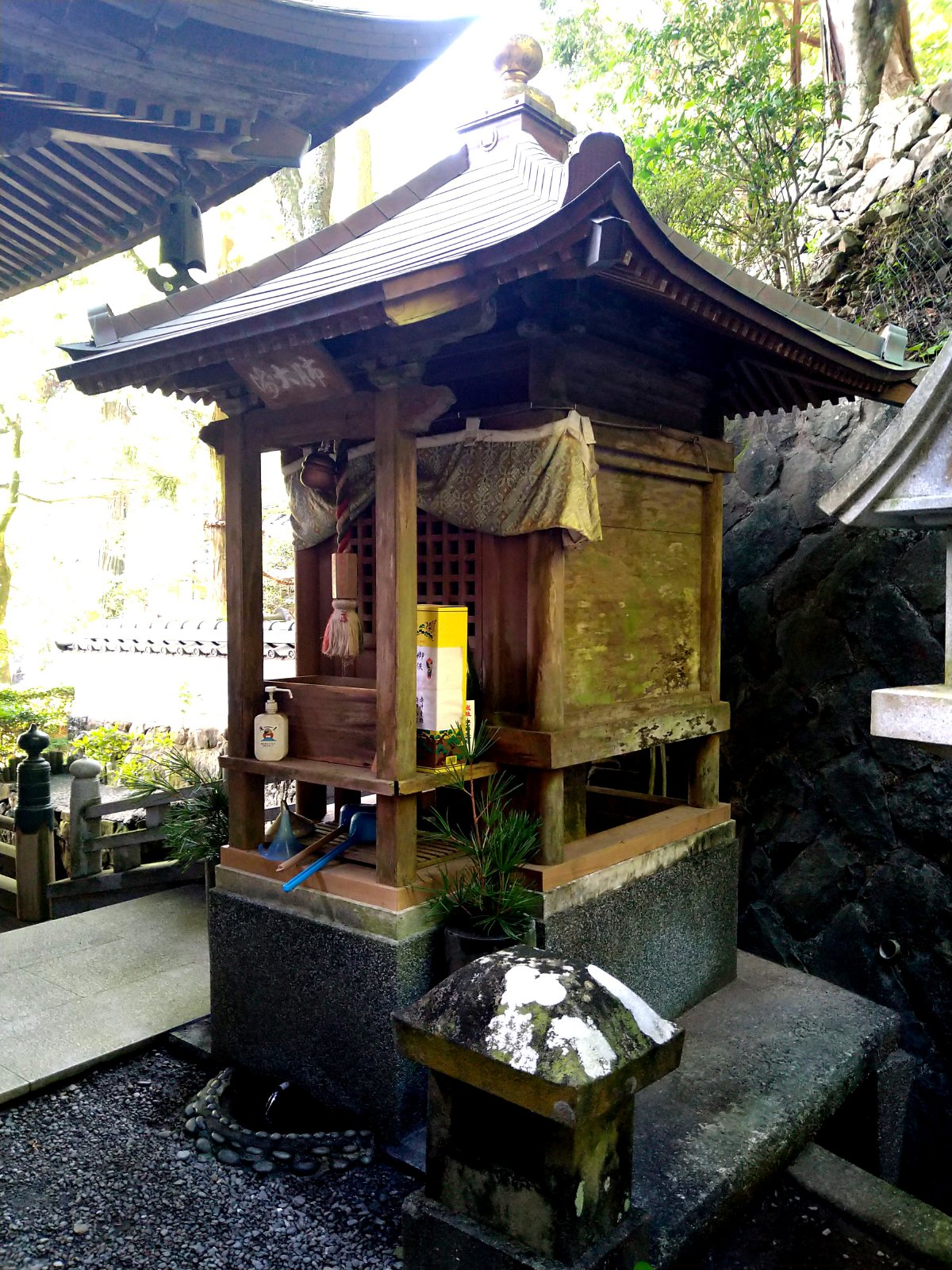
肺大師
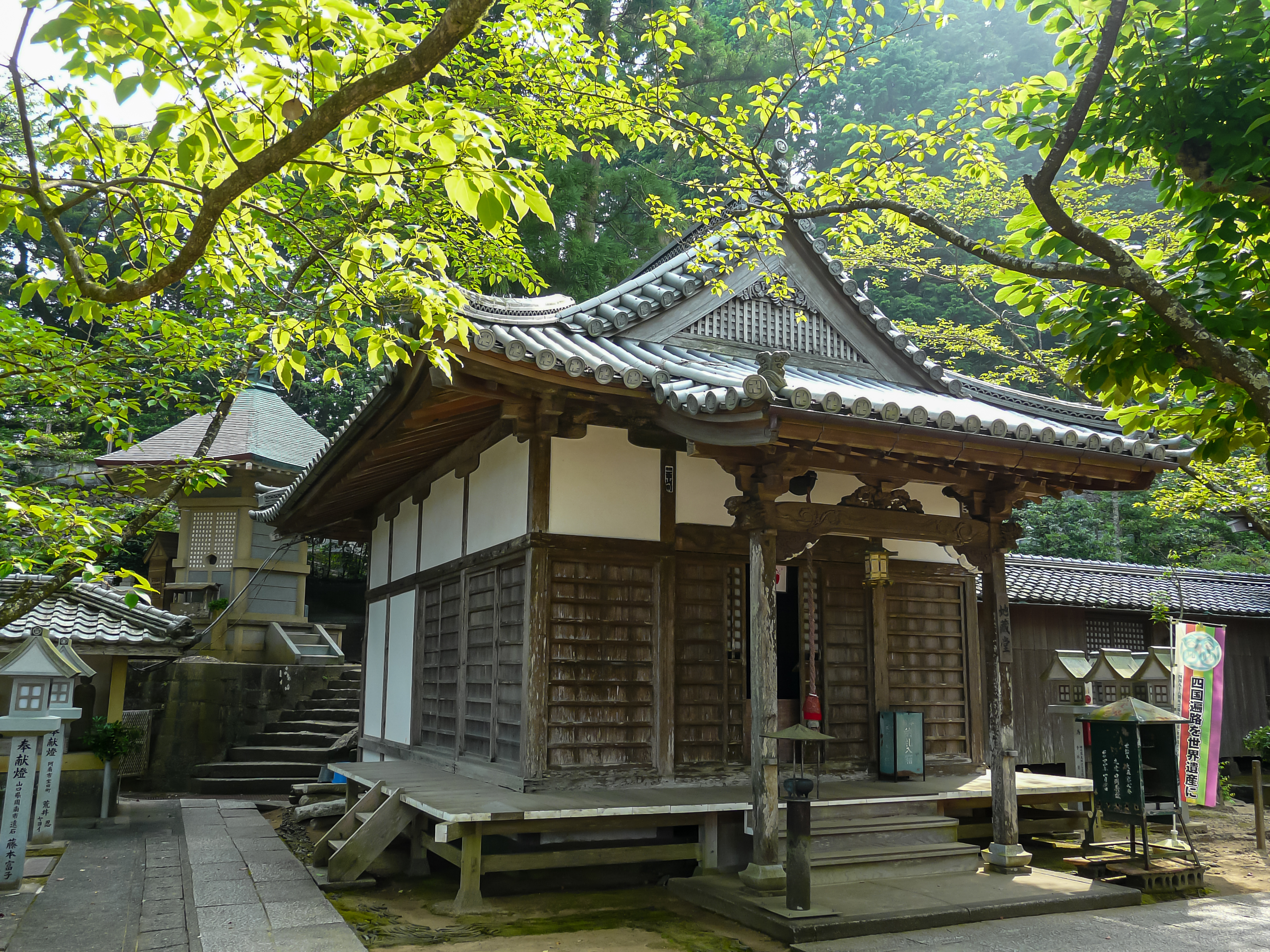
地蔵堂
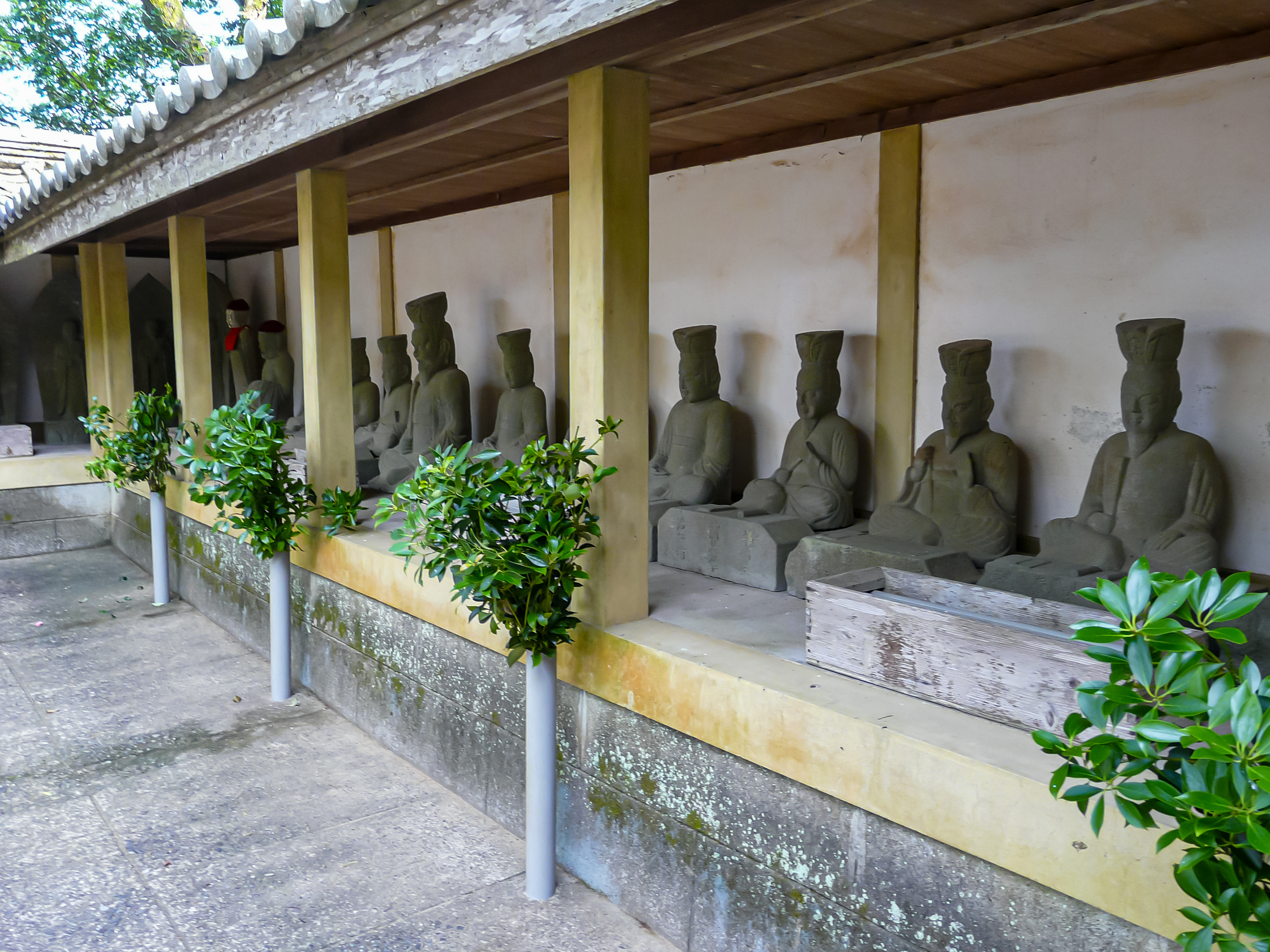
十王堂
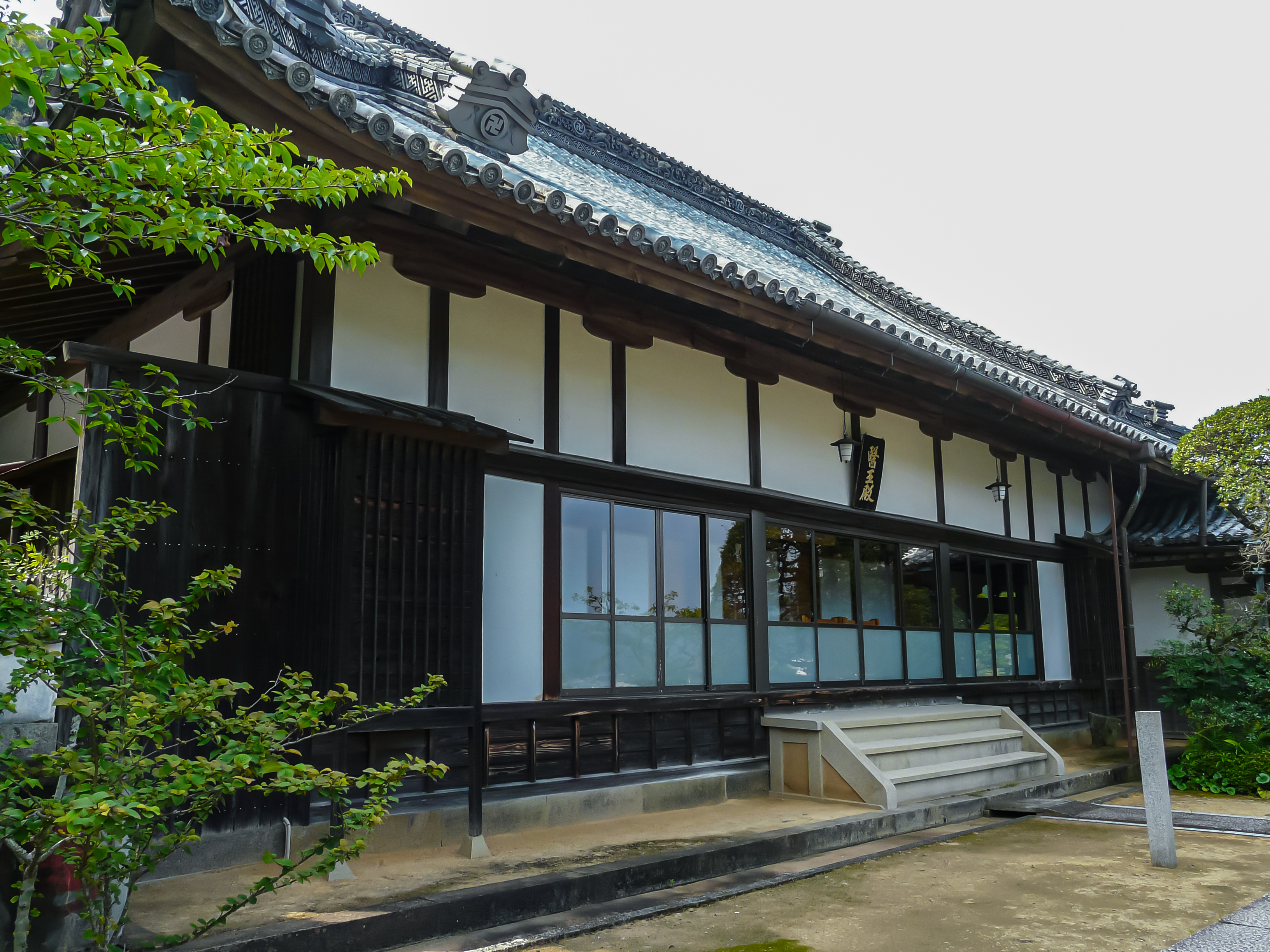
方丈
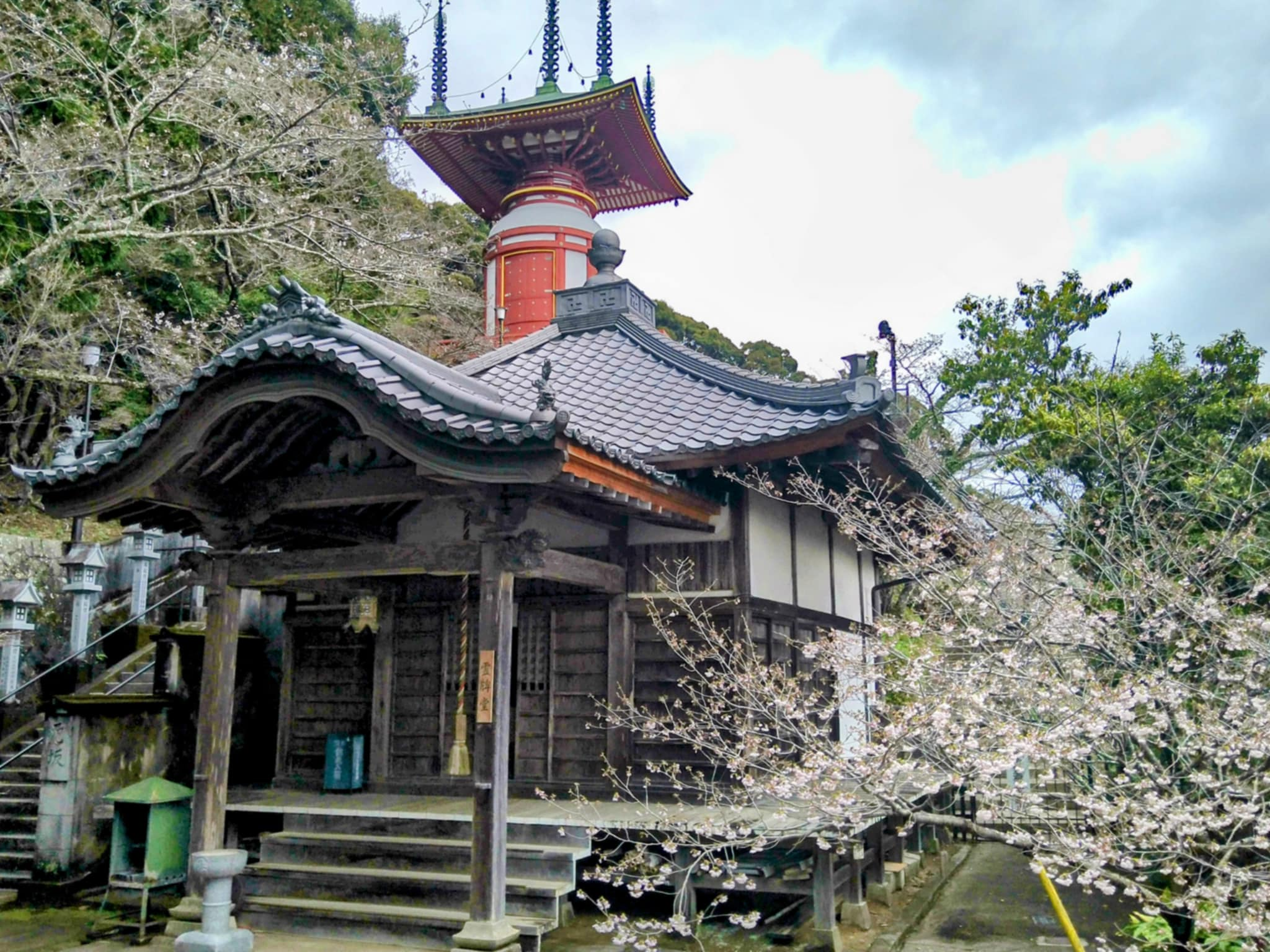
霊牌堂
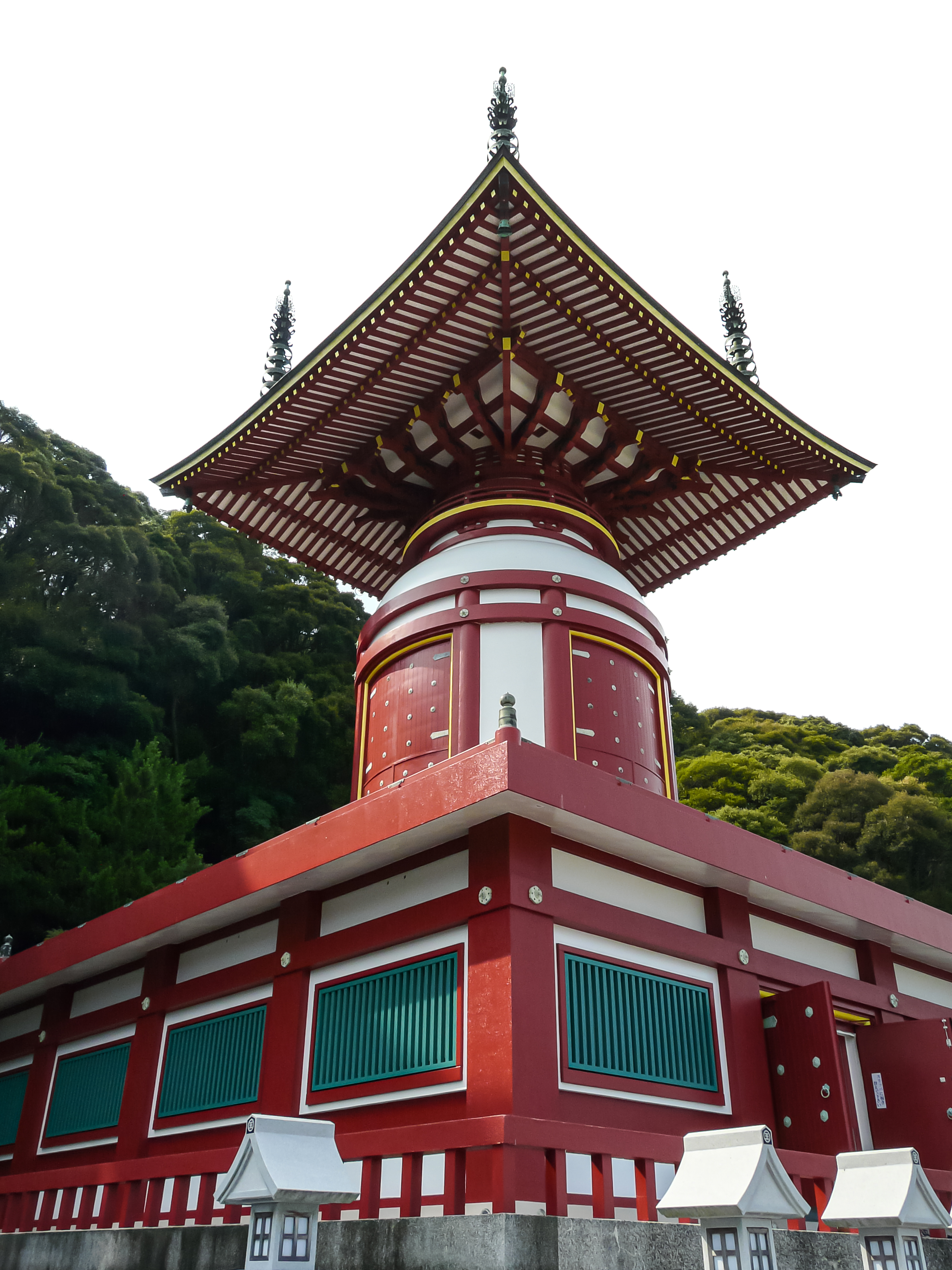
瑜祇塔
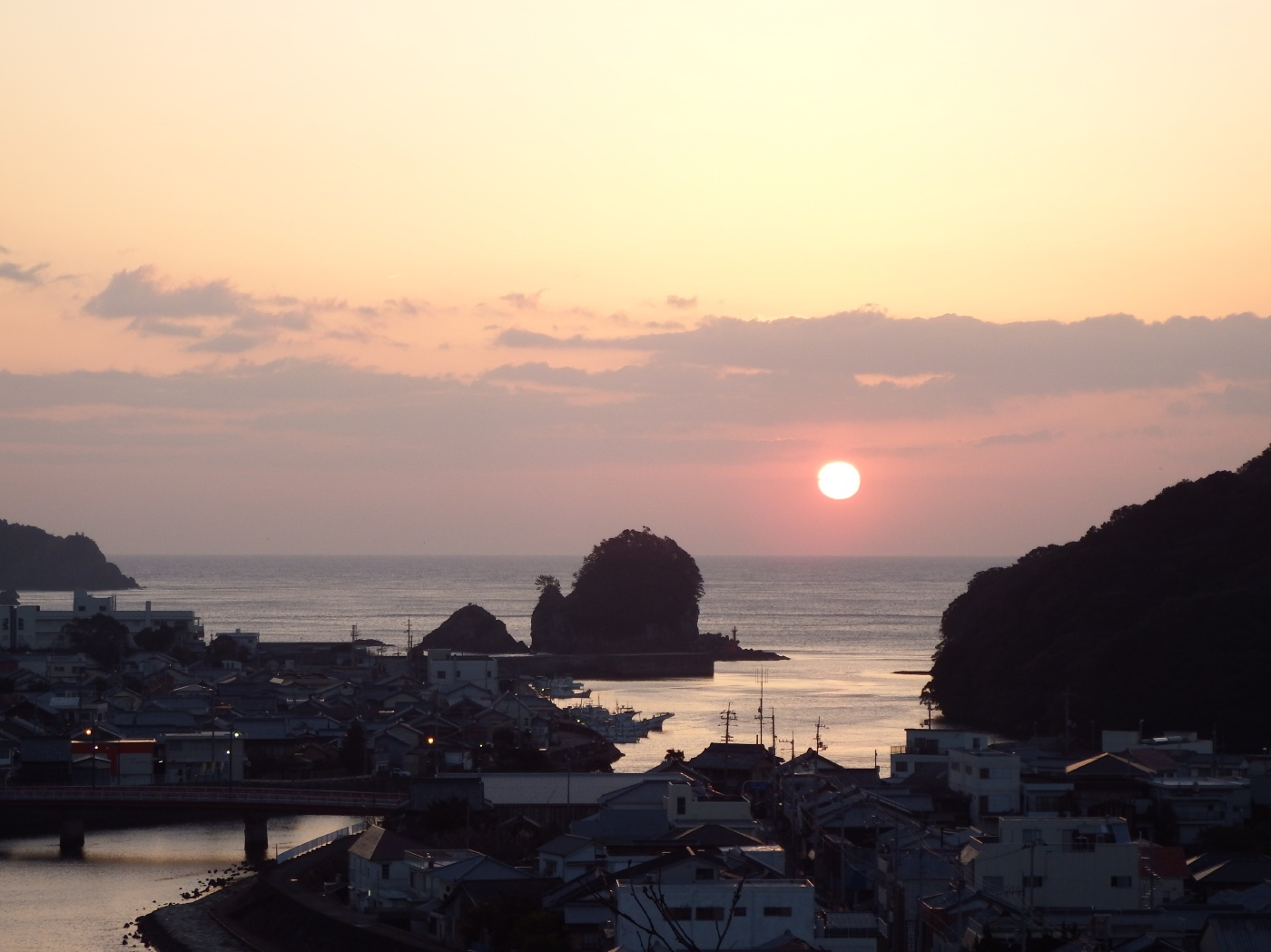
四国八十八景

## 寺宝
- 高野大師行伏図画 - 瑜祇塔の1階に展示。空海の生涯を描いている。

## 文化財
美波町指定有形文化財
- 薬王寺の真言八祖像 - 2015年（平成27年）11月27日指定[6]。

真言八祖像は、弘法大師、恵果などの大師堂に納められている全9像の肖像彫刻。高さ33から76 cm、ヒノキ材の寄木造。
2008年の大師堂修繕工事のさいの八祖像解体修復により、木像の内部から仏師名などを記した銘記が発見され、弘法大師像は天文19年（1550年）作、残り8体は安永3年（1774年）に京都の仏師・塩釜浄而作と判明する。
- 薬王寺の星曼荼羅（九曜星） - 2015年（平成27年）11月27日指定[6]。

室町時代作、星座を用いた修法で用いられた九曜を描いた曼荼羅。縦59.7 cm、横38.3 cmで上段には、土曜星、日曜星、月曜星、計都星、羅喉星、下段には、木曜星、金曜星、火曜星、水曜星が描かれている。
- 薬王寺の仁王門の仁王像 2躯 - 2001年（平成13年）12月11日指定[6]。

1836年（天保7年）、仏師・塩釜高運、康信作。桧寄木造、像高230 cm。1884年（明治17年）、2000年（平成12年）に修復されている。
美波町指定天然記念物
- 薬王寺の大楠 2樹 - 2001年（平成13年）12月11日指定[6]。

周囲長5.5 mと5.9 m、高さは各約25 mである。

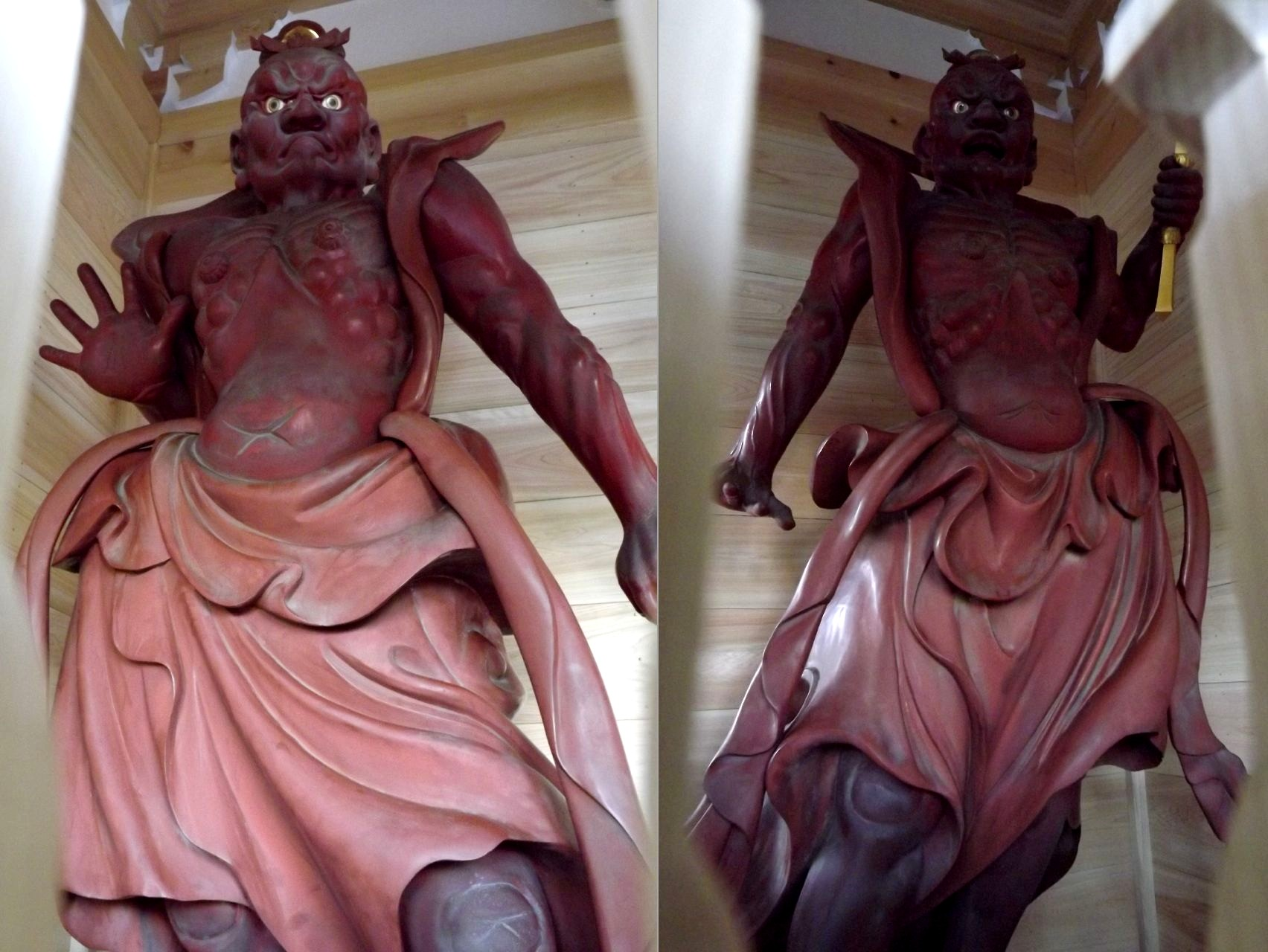
仁王像
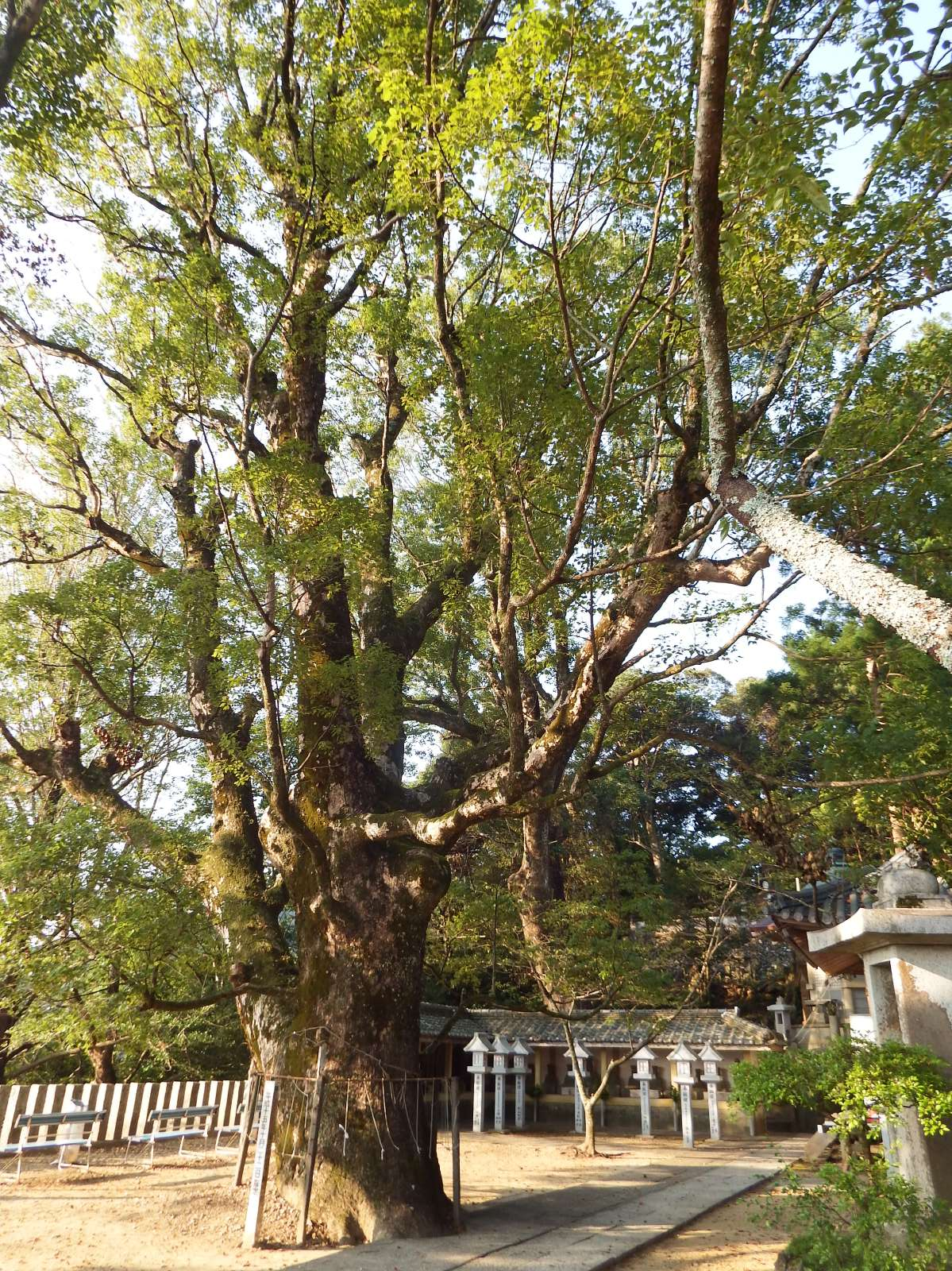
大楠

## 交通案内
鉄道

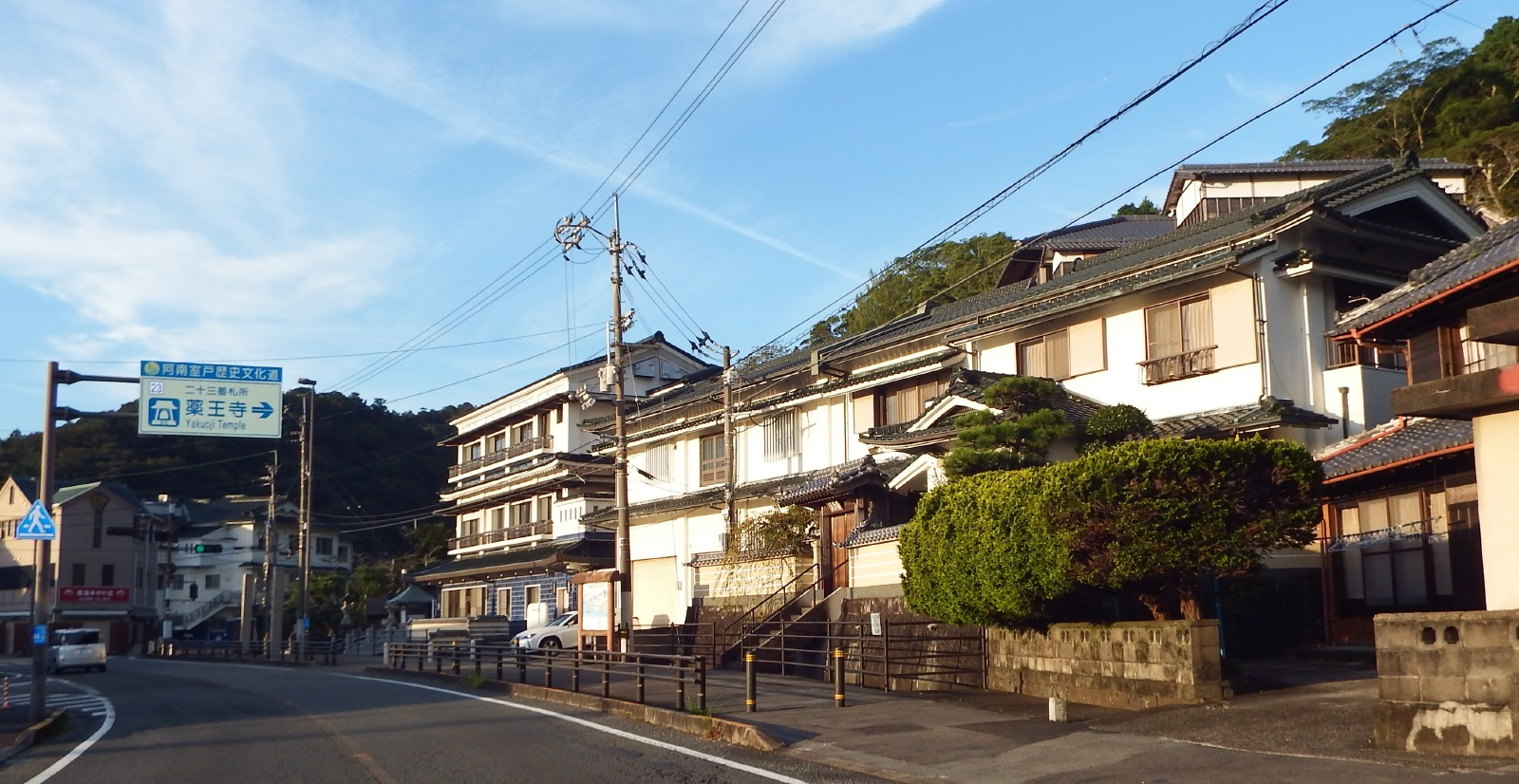
瑠璃閣と無別庵（手前）

- 四国旅客鉄道（JR四国） 牟岐線 – 日和佐駅下車 (0.4 km)

バス
- 徳島バス 高速バス室戸・生見・阿南大阪線 - 日和佐下車 (0.4 km) ※阿南駅 - 甲浦間のみ途中乗降可能、阿南駅 - 海部高校前間JRの乗車券等で利用可能[8]

道路
- 一般道 - 国道55号 薬王寺前 (0.1 km)
  - 駐車場 - 350台、大型10台。無料。
- 遍路道 -

1. 国道経由 - 22番 -- (7.0 km)-- 阿南市小野 -- (2.5 km)-- 星越茶屋 -- (3.6 km)-- 久望（くも）-- (5.0 km)-- 23番
2. 由岐経由 - 22番 -- (7.0 km)-- 阿南市小野 -- (4.5 km)-- 田井の浜 -- (6.1 km)-- 山座峠 -- (4.8 km)-- 23番

## 奥の院
玉厨子山 泰仙寺
本尊は如意輪観世音菩薩である。玉厨子山（標高540 m）の中腹にあり、1188年薬王寺が焼失したとき本尊の薬師如来が飛び出し、この地にとどまり輝いたと伝わる。さらに約50 mほど上ると大岩があり小さい祠が祀られ、ここの奥之院がある。駐車場があるが寺まで徒歩で約40分かかる。納経は薬王寺で受け付けている。
- 所在地 - 徳島県海部郡美波町山河内字西山 （泰仙寺）

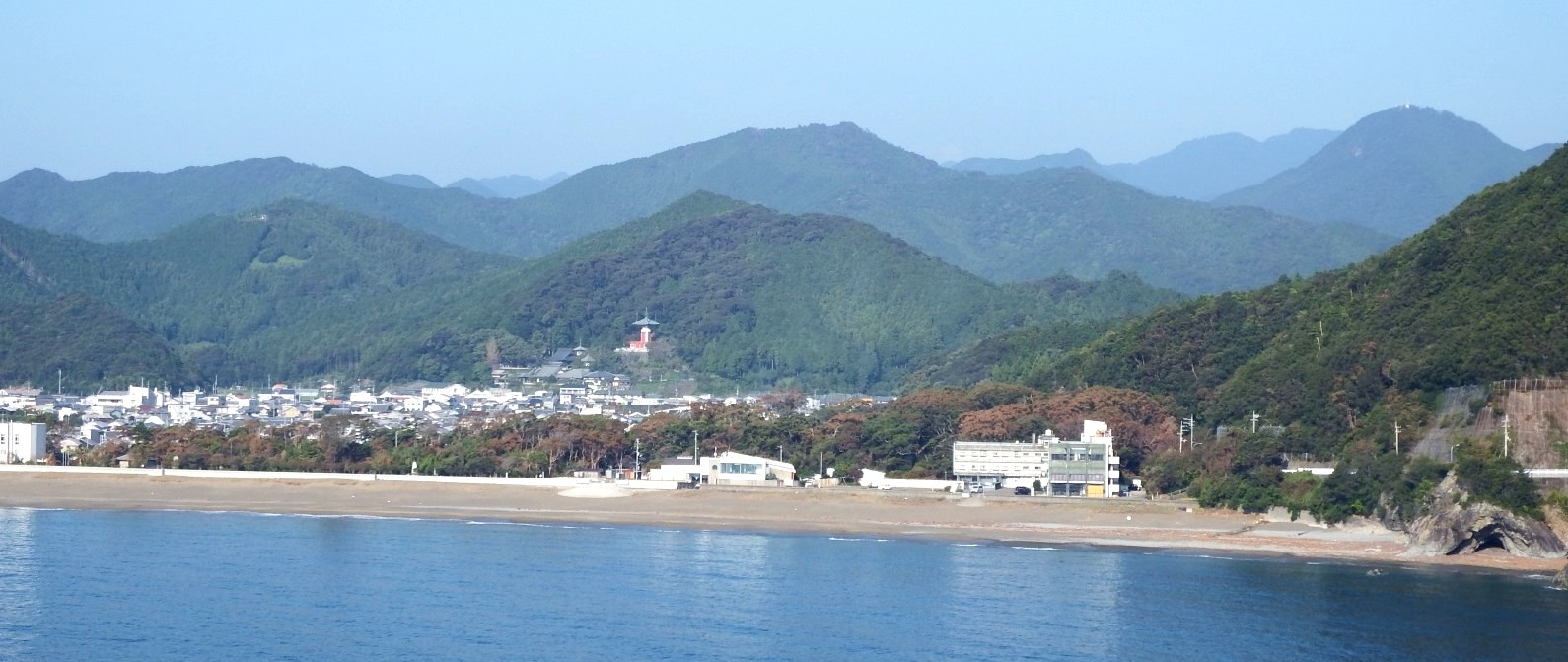
右のドーム状の山が玉厨子山、中央左よりに当寺

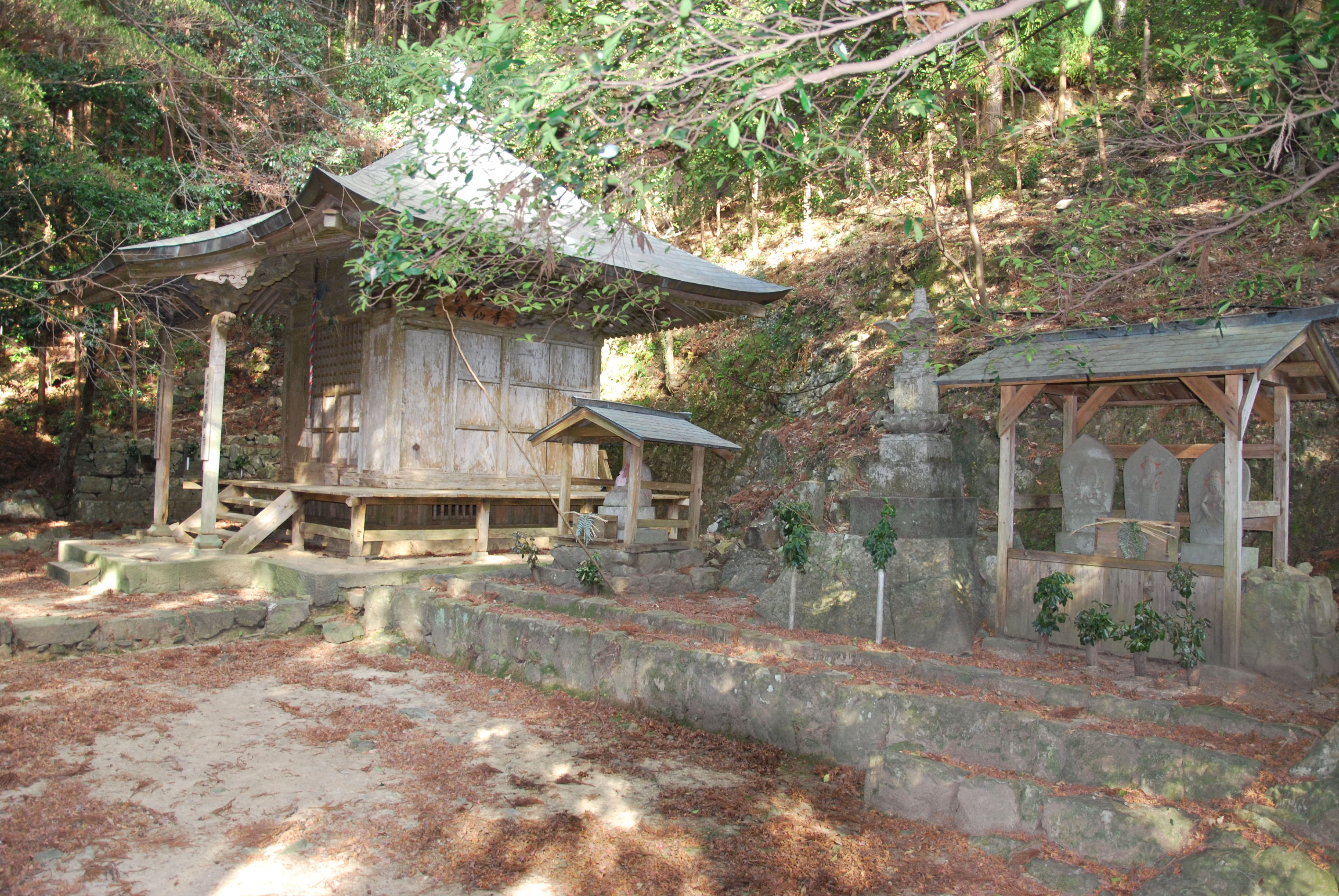
本堂
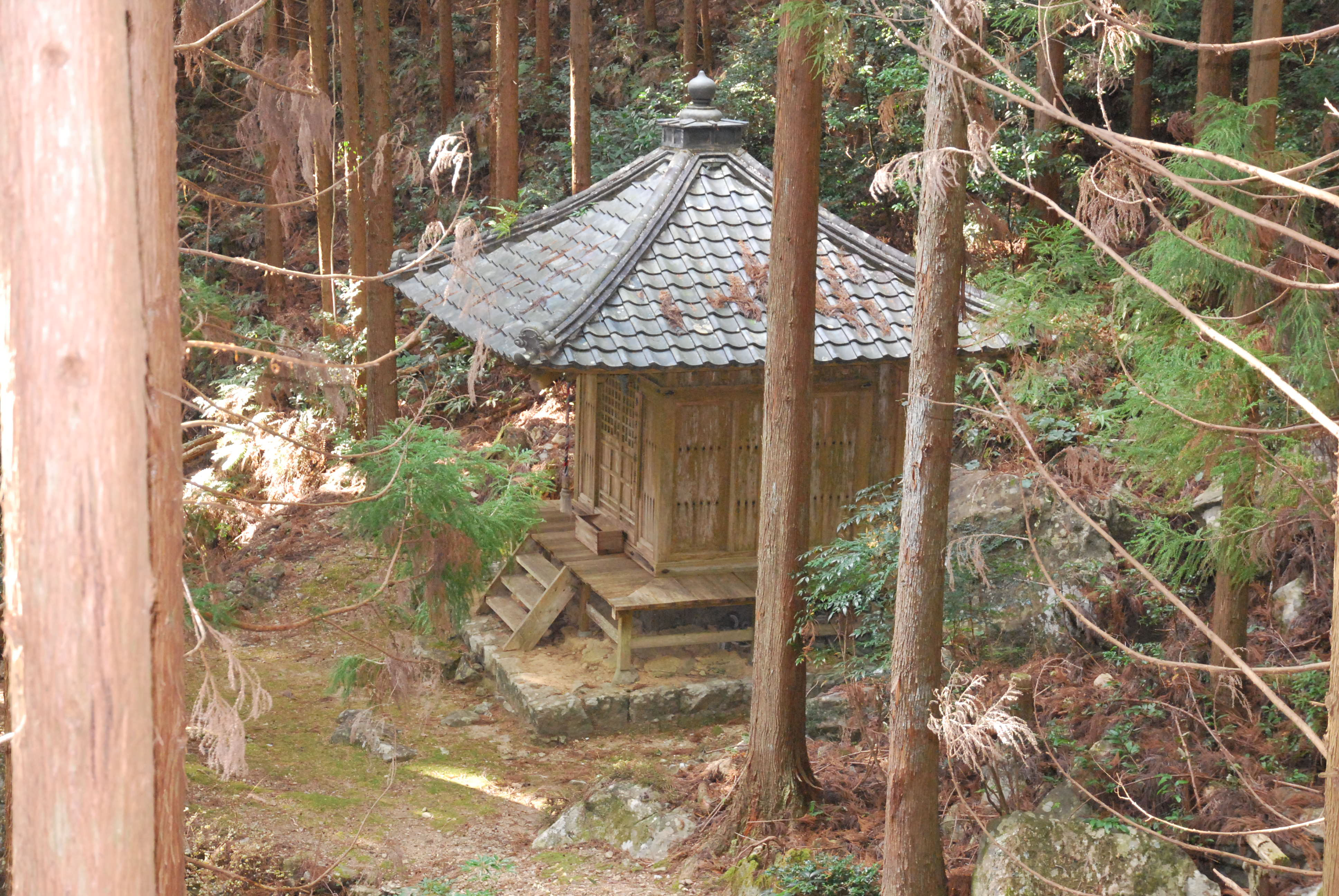
大師堂
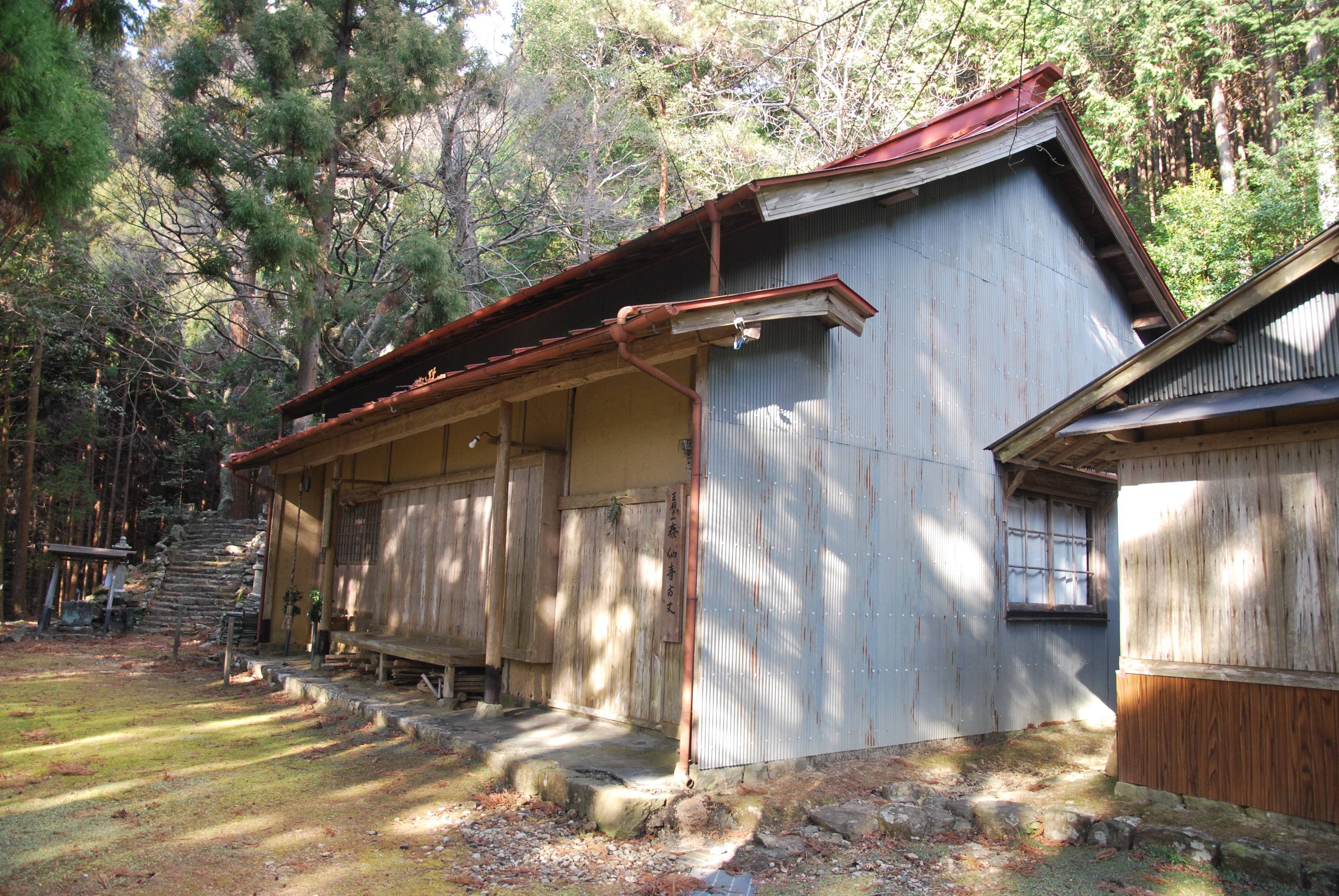
方丈
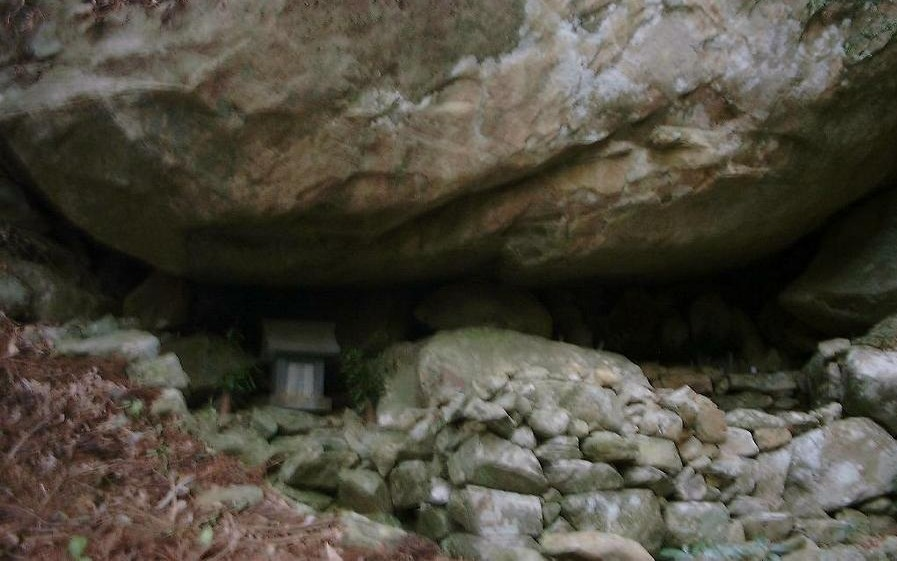
奥の院の奥之院

## 周辺の番外霊場
小松大師
国道55号脇の坂を約20 m上がるとある。大阪難波の石工が大師石像を彫り上げ納品を待っていると、夢枕に大師が現れ阿波の小松へ送るように警告を受け、当地に届けられたものと伝わる。

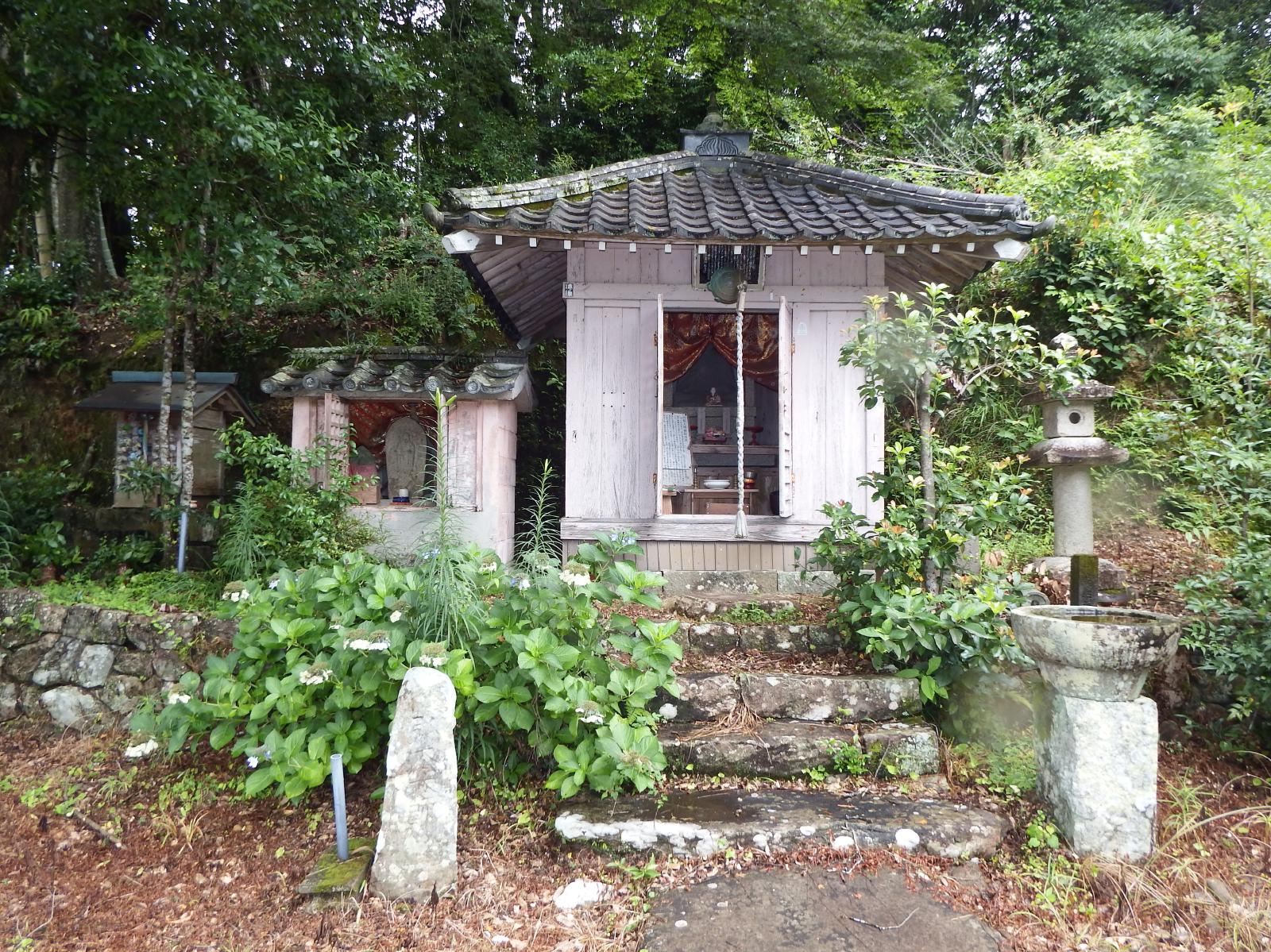
所在地 - 徳島県海部郡牟岐町辺川 （小松大師）
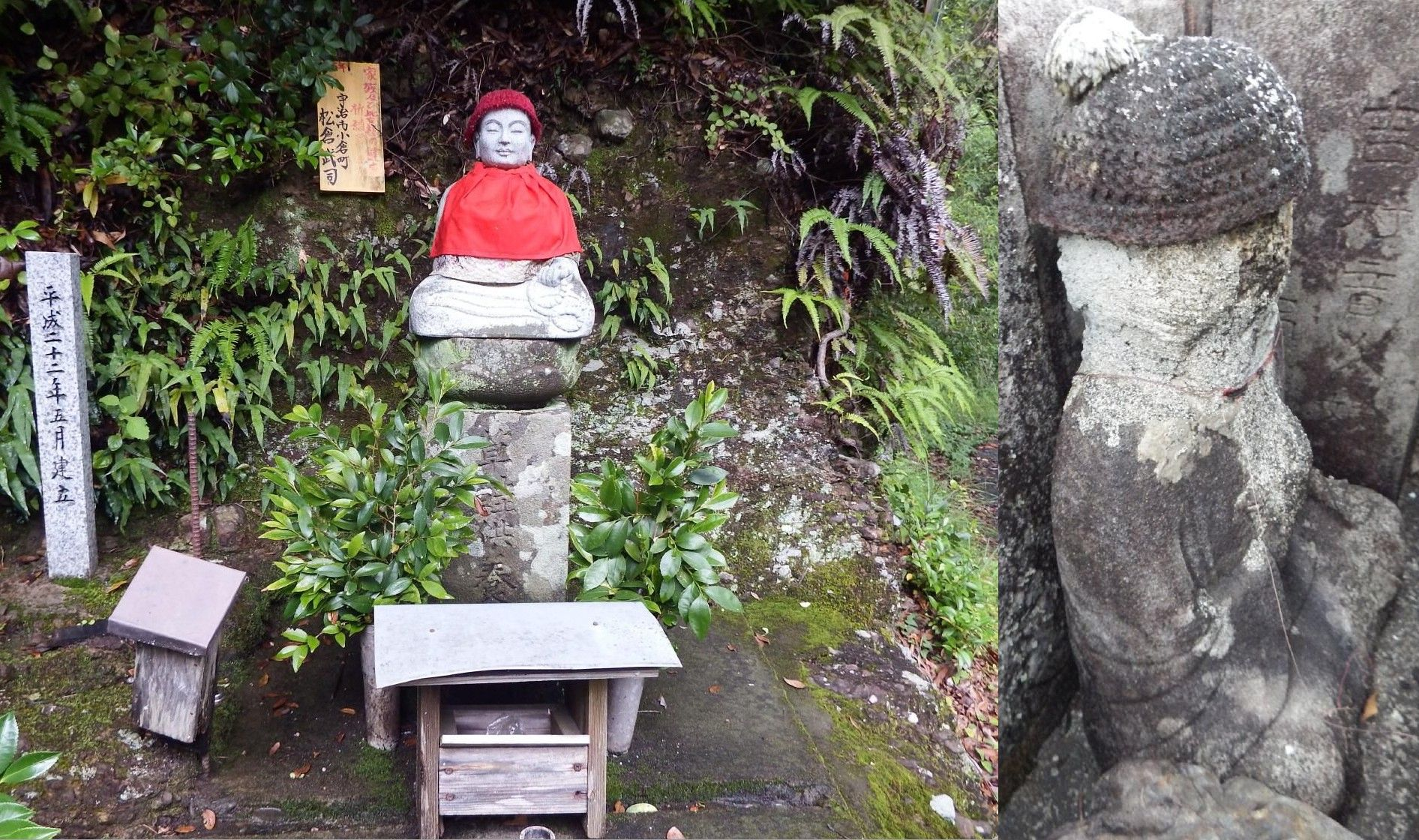
草鞋大師と以前の石像
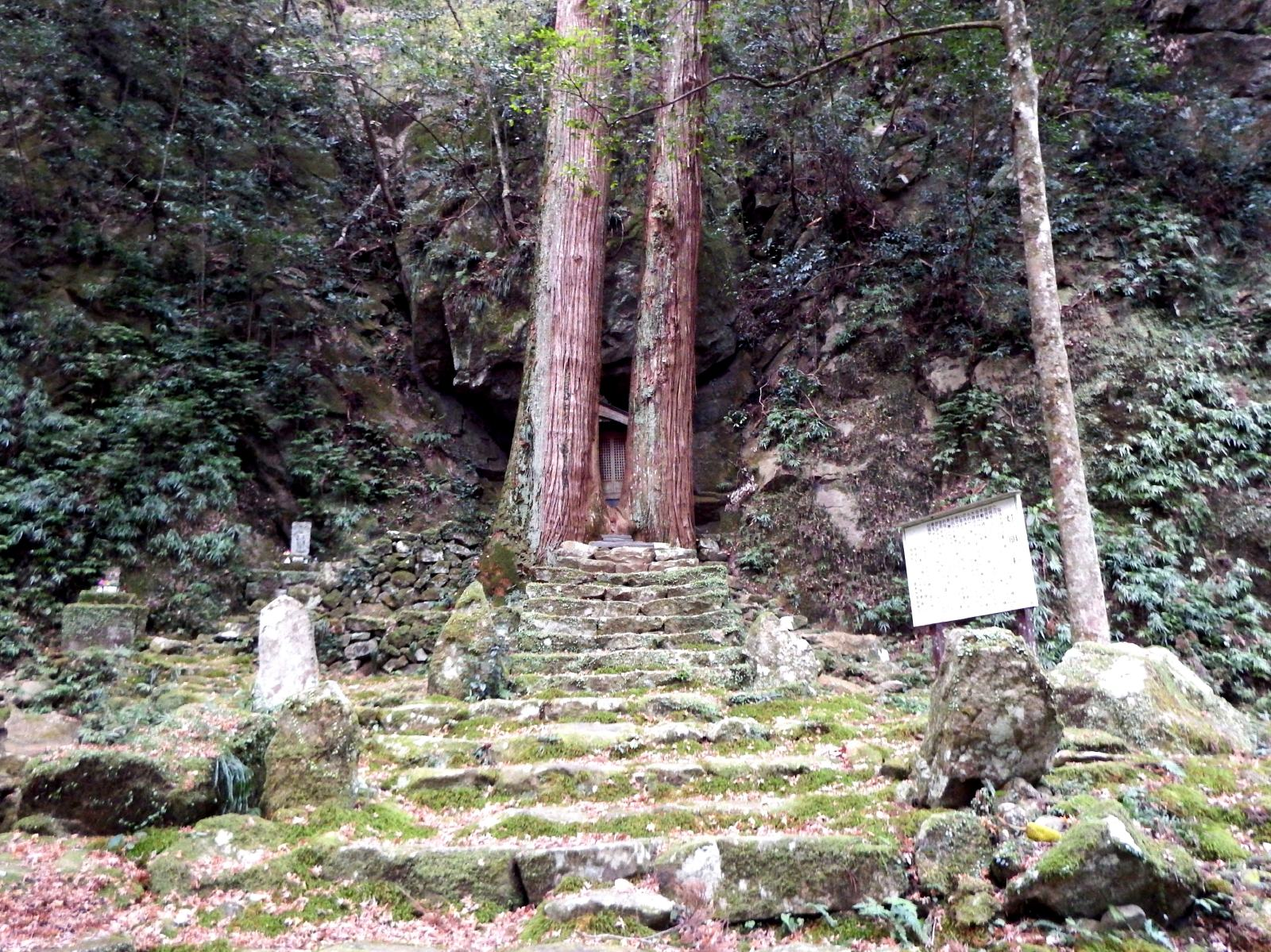
野江の浪切不動尊
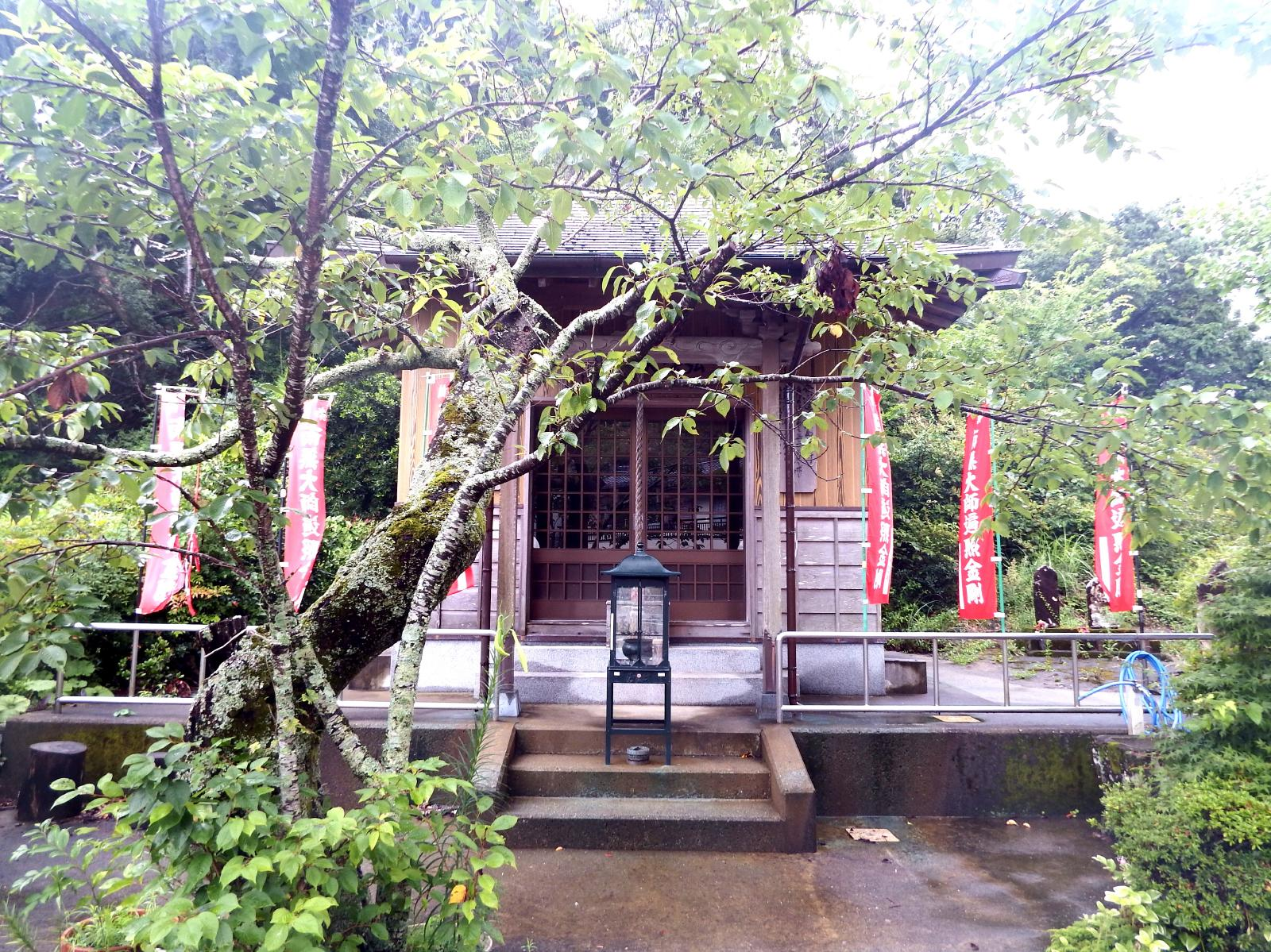
古目大師

草鞋大師
八坂トンネルの西側口の道を海方向に約50 m先の右側にある。台座に草鞋供養と刻まれ、難所である当地を無事通過できるように祈願している。大師石像は2010年（平成22年）に造り替えられ、受難に遭い顔が削られた古い石像は、牟岐町の満徳寺（新四国曼荼羅霊場第85番）の境内に移されている。
- 所在地 - 徳島県海部郡牟岐町内妻白木125 （草鞋大師）

鯖大師本坊
福良トンネルの南側口を抜けた後の見える鯖瀬の交差点を右に約200 m進むとある。鯖大師伝説を持つ寺院で、四国別格二十霊場四番札所。
- 所在地 - 徳島県海部郡海陽町浅川字中相15 （鯖大師本坊）

浪切不動尊
海部川の支流の母川にかかる不動橋の目前にあり、境内は苔むす。弘法大師は不動の森で崖から大きな岩が落ちそうなのを見、その前の地面に二本の杉の箸を立てて帰った。後にその箸が芽をふき大木となり大岩を支えたと伝わる。その奥にある不動尊を参りに来た心の悪い人が通ると二本の杉の木に挟まれ通れなくなると伝わる
- 所在地 - 徳島県海部郡海陽町野江 （浪切不動尊）

古目大師
清水豊かな古くからの大師堂であるが由緒不明である。
- 所在地 - 徳島県海部郡海陽町宍喰浦 （古目大師）

- 小松大師
- 草鞋大師と以前の石像
- 野江の浪切不動尊
- 古目大師

## 前後の札所
四国八十八箇所
22 平等寺 --（19.7 km - 国道55号経由）-- 23 薬王寺 -- (75.4 km)-- 24 最御崎寺

## 周辺
- 日和佐城